# Мунтены
Мунтены (рум. Munteni, Мунтень, Мунтяны) — село в Чимишлийском районе Молдавии. Наряду с сёлами Липовены и Скиношика входит в состав коммуны Липовены.

## География
Село расположено на высоте 134 метров над уровнем моря. Протекает река Градешта.

## Население
По данным переписи населения 2004 года, в селе Мунтень проживает 554 человека (264 мужчины, 290 женщин).
Этнический состав села:
| Национальность | Число жителей | Процентный состав |
| -------------- | ------------- | ----------------- |
| молдаване      | 551           | 99.46             |
| украинцы       | 1             | 0.18              |
| русские        | 1             | 0.18              |
| болгары        | 1             | 0.18              |
| Всего          | 554           | 100%              |